# جولیان ترویسول
جولیانا اولیویرا د آلمیدا (زاده ۲۳ ژوئن ۱۹۸۳)، که به‌طور حرفه‌ای با نام جولیان ترویسول شناخته می‌شود، یک بازیگر سینما، تلویزیون و صحنه، خواننده، آکروباتیک، باله و رقصنده برتر برزیلی است. ترویزل کار خود را در سن ۷ سالگی به عنوان یک رقصنده آغاز کرد. در ۱۳ سالگی در تئاتر اجرا کرد.

## فیلم‌شناسی

### تلویزیون
| سال     | عنوان                     | نقش                                    |
| ------- | ------------------------- | -------------------------------------- |
| ۰۳–۱۹۹۹ | یکشنبه فائوستائو          | بایلارینا                              |
| ۲۰۰۱    | اوس نورمیس                | فاحشه تلفنی (قسمت: "یک برنامه معمولی") |
| ۲۰۰۲    | مالهسائو                  | کاتارینا (قسمت: "۱۳ پیش")              |
| ۲۰۰۴    | زورا توتال                |                                        |
| ۲۰۰۵    | فلوریبلا                  | اولیویا فریتزنوالدن                    |
| ۲۰۰۶    | علایق ممنوع               | ماریانا آرائوخو                        |
| ۲۰۰۷    | کامینهوس دو کوراسائو      | گورگونا مایر (گور)                     |
| ۲۰۰۸    | جهش یافته‌ها: مسیرهای قلب  | گورگونا مایر (گور)                     |
| ۲۰۰۹    | جهش یافته‌ها - وعده‌های عشق | گورگونا مایر (گور)                     |
| ۲۰۱۱    | زندگی در بازی             | ریتا دوارته مونتیرو                    |
| ۲۰۱۲    | بالاکوباکو)               | بتینا پونتس                            |
| ۲۰۱۴    | میلاگرس دی عیسی           | زیلا (قسمت: "یا دارای گراسا")          |
| ۲۰۱۵    | توتالمنته دمایس           | ماریا لوئیزا (لو)                      |
| ۲۰۱۶    | سوپر آشپز مشهور           | خودش                                   |

### فیلم
| سال  | عنوان                                          | نقش            |
| ---- | ---------------------------------------------- | -------------- |
| ۲۰۰۹ | دیوا                                           | جوجو           |
| ۲۰۰۹ | روابط مجازی                                    | پائولی         |
| ۲۰۱۰ | نواس میدیاس                                    |                |
| ۲۰۱۱ | ۵ تماس                                         |                |
| ۲۰۱۴ | هیچ‌کس هیچ‌کس را دوست ندارد … برای بیش از دو سال | ترزینیا سیکساس |
| ۲۰۱۵ | ۱ را بگیرید                                    | کارن           |